# Єрмоген (Голубєв)
Єрмоген Голубєв (3 березня 1896 — 7 квітня 1978) — церковний діяч часів занепаду Російської імперії та СРСР.

## Життєпис

### Молоді роки
Син Степана Голубєва, професора Київської духовної академії, церковного історика, й Олени Пилипівни Терновської. Народився 1896 року в Києві. Отримав ім'я Олексій. Під впливом батька вирішив стати ченцем. Часто відвідував Києво-Печерську лавру.
У 1912 році написав статтю з критикою трактувань професором Ю. А. Кулаковським діяльності Кирила Олександрійського. З 13 років перестав вживати м'ясо, влаштував у батьківському домі на кшталт келії, де молився, читав богословські книги. У 1915 році закінчив Третю Київську гімназію зі срібною медаллю і вступив до Московської духовної академії. На початку 1917 року призвано до армії, де йому надано звання прапорщика. Втім незабаром був демобілізований через хворобу і повернувся до занять в академії. Опинившись в 1918 році на канікулах у Києві, був затриманий червоногвардійцями і лише дивом уникнув розстрілу. У 1919 році закінчив Московську духовну академію зі ступенем кандидата богослов'я.

### Чернецтво
21 червня 1919 року прийняв чернечий постриг під ім'ям Єрмоген на честь патріарха св. Єрмогена в московському Даниловому монастирі. 7 вересня того ж року висвячений у сан диякона настоятелем цього монастиря єпископом Феодором (Поздеєвським). У вересні 1920 року переведений до Київської єпархії, де зараховано до братії Києво-Печерської лаври.
1921 року стає ієромонахом. Єрмоген організував для ченців лаври регулярні заняття у вигляді богословських читань-бесід, в зв'язку з чим був звільнений з посади помічника місіонера-проповідника. 1922 року призначено членом духовного собору Києво-Печерської лаври. Того ж року призначено єпархіальним місіонером-проповідником Київської єпархії. 10 липня зведений екзархом України Київським митрополитом Михайлом (Єрмаковим) в сан архімандрита.
Виступив активним противником обновленства. 1922 року у зв'язку з хворобою намісника лаври Климента призначено його заступником. У ніч проти 4 квітня 1923 року Єрмогена було заарештовано. Відправлено у заслання до Марійської автономної області. тут разом зі священником Анатолієм Жураковським схилив місцеве обновленське священство до повернення до РПЦ. За це Єрмоген і Антоній були заарештовані і 3 місяці перебували у в'язниці. 1924 році звільнений з правом повернення до Києва.

### Настоятель лаври
Оскільки у 1926 році настоятель Києво-Печерської лаври Климент перебував у Харкові й фактично не виконував обов'язки ченці лаври 1926 року обрали замість нього Єрмогена.
1927 року не прийняв Декларацію митрополита Сергія. Разом з тим виступив проти Істинно-православної церкви на чолі з Йосифом Петрових. 1929 року лавру було зачинено.

### В ув'язненні
1931 року заарештовано Єрмогена, оскільки той намагався зберегти чернечу громаду. 14 вересня засуджений Особливою трійкою при Колегії ДПУ УСРР до розстрілу за належність до контрреволюційної організації, на меті якої було начебто повстання у Києві.
Майже півроку провів в одиночній камері смертника. 2 січня 1932 року Колегією ОДПУ розстріл був замінений 10 роками виправно-трудових таборів. Відбував термін у Темниковскому, Саровському, Алатирському таборах, Сєвжелдорлазі. Проводив у таборах церковні служби для в'язнів. Через фізичну слабкість був звільнений від загальних робіт, навчав німецької мови начальника табору. За його порадою звернувся з клопотанням про помилування в зв'язку з захворюванням на туберкульоз легень. 27 липня 1936 року Президія ЦВК СРСР скоротила термін ув'язнення до 8 років.

### Повернення до служби
Звільнений в січні 1939 року. Оселився в міста Шуша в Нагірному Карабасі. У червні 1941 року переїхав до Астрахані. наприкінці 1943 році на прохання астраханського архієпископа Філіппа (Ставицького) повернувся до ієрейського служінню.
1945 року призначений настоятелем Преображенської церкві в Трусові (передмісті Астрахані). 1 червня того ж року стає настоятелем кафедрального Покровського собору в Астрахані і благочинний міських церков. На запрошення Ташкентського і Середньоазіатського єпископа Гурія (Єгорова), продовжив служіння в Середній Азії. 13 вересня 1948 року призначено настоятелем Покровського собору в Самарканді.

### Церковна кар'єра
1 березня 1953 року хіротонізовано на єпископа Ташкентського і Середньоазіатського. Хіротонію в московському Богоявленському соборі очолив патріарх Московський Алексій I. За ініціативи Єрмогена відбулася повна реконструкція кафедрального Успенського собору в Ташкенті. Будівництво нових церков розгорнулося в єпархії. При єпархіальному управлінні було створено спеціальний підрозділ з ведення будівельних, ремонтних і реставраційних робіт.
При багатьох храмах було створено безкоштовні їдальні, надавалася матеріальна допомога учням семінарії. У Ташкенті відкрилася свічкова майстерня. Єрмоген здійснив реорганізацію фінансової системи єпархії, встановив для парафіяльного священства однакові ставки і впровадив оплату облігаціями державної позики, які не обкладалися податком на прибуток. В результаті доходи єпархії значно збільшилися.
З листопада 1955 року по червень 1956 року тимчасово керував Алма-Атинською і Казахстанською єпархією. 1958 року отримав сан архієпископа. 1958 року нетривалий час знову очолював Алма-Атинську і Казахстанську єпархію. У липні 1959 року до Єрмогена звернувся уповноважений Ради у справах РПЦ в Узбецької РСР і запропонував дати згоду на закриття молитовного будинку в ташкентському передмісті Луначарське, обіцяючи в разі згоди заступитися за архієрея перед місцевою владою. Після рішучої відмови уповноважений доклав усіх зусиль для зняття архієрея з посади.
24 березня 1960 року Священний Синод РПЦ схвалив пропозиції Єрмогена щодо створення збірки законів і розпоряджень, які стосувалися правового становища церкви і духовенства, для захисту інтересів РПЦ в умовах нової антирелігійної кампанії на чолі з першим секретарем Микитою Хрущовим.
Протистояння архієпископа Єрмогена з владою призвело до того, що патріарх Олексій I 15 вересня 1960 року відправив його у безстрокову відпустку. Спочатку мешкав в Успенському монастирі в Одесі, потім — у Жировицькому монастирі (БРСР).
13 червня 1962 році йому було доручено тимчасове управління Омською і Тюменською єпархією. Активно боровся проти дій місцевої влади щодо закриття храмів. 1963 року був нагороджений правом носіння хреста на клобуку. Втім під тиском влади того ж року переведений до Калузько-Боровської єпархії. Тут його протистояння з владою тривало.

### Останні роки
1965 року висловив свою незгоду з рішенням Архієрейського Собору РПЦ від 18 липня 1961 року про внесення змін до «Положення про управління Російської православної церкви», що стосуються розділу IV — «Про парафії». У листопаді 1965 року позбавлений посади архієпископа Калузького і Боровського, переведено до Жировицького монастиря.
Втім протягом 1965—1971 років звертався до патріарха з закликом внести зміни до рішень Архієрейського собору 1961 року та стосовно церковного життя загалом. Це викликало невдоволення очільників РПЦ. 1977 року став готуватися до переїзду до Києва. Проте не встиг цього виконати, помер 1978 року.